# پایگاه هوایی کولونل لوئیز اف. پینتو پارا لیوتینانت
پایگاه هوایی کولونل لوئیز اف. پینتو پارا لیوتینانت (به انگلیسی: Lieutenant Colonel Luis F. Pinto Parra Air Base) (به زبان بومی: Base Aérea TC. Luis F. Pinto Parra) یک فرودگاه نظامی است که یک باند فرود آسفالت دارد و طول باند آن ۱۱۵۴ متر است. این فرودگاه در کشور کلمبیا قرار دارد و در ارتفاع ۳۱۳ متری از سطح دریا واقع شده است.